# Heliophanus alienus
Heliophanus alienus är en spindelart som beskrevs av Wesolowska 1986. Heliophanus alienus ingår i släktet Heliophanus och familjen hoppspindlar. Inga underarter finns listade i Catalogue of Life.